# جون روبرتس (لاعب كرة قدم أسترالية)
جون روبرتس (بالإنجليزية: John Roberts)‏ هو لاعب كرة قدم أسترالية أسترالي، ولد في 23 سبتمبر 1956.

## وصلات خارجية
- جون روبرتس على موقع AustralianFootball.com (الإنجليزية)
- جون روبرتس على موقع AFLtables.com (الإنجليزية)